# Eduardo Antonio Laing
Eduardo Antonio Laing (castellà: Antonio Laing)  (Puerto Cortés, 27 de desembre de 1958), també anomenat Tony Laing, fou un futbolista hondureny de la dècada de 1980.
A nivell de club destacà com a jugador de Platense i Ethnikos de Grècia.
Fou 34 cops internacional amb la selecció de futbol d'Hondures amb la qual participà a la copa del Món de futbol de 1982.